# Bathyplectes clypearis
Bathyplectes clypearis är en stekelart som först beskrevs av Horstmann 1974.  Bathyplectes clypearis ingår i släktet Bathyplectes och familjen brokparasitsteklar. Inga underarter finns listade.